# Hana Skalníková
Hana Klapalová Skalníková (Brünn,29 de março de 1982) é uma jogadora de vôlei de praia checa, em duas oportunidades foi semifinalista no Campeonato Europeu de 2011 e 2012, Noruega e Holanda, respectivamente, também semifinalista no Campeonato Mundial de 2011 na Itália.

## Carreira
Em 2011 esteve ao lado de Lenka Háječková e foi semifinalista no Campeonato Europeu de 2011 na cidade de Kristiansand e repetiram o quarto lugar no Campeonato Mundial de 2011 em Roma, o mesmo no Campeonato Europeu de 2012 em Scheveningen, ainda disputaram dos Jogos Olímpicos de Verão de 2012 em Londres.

## Títulos e resultados
- Campeonato Mundial 2011
- Campeonato Europeu:2011 e 2012